# Karel Orlita
Karel Orlita (* 18. ledna 1970 Ostrava-Vítkovice) je český římskokatolický kněz, básník a papežský kaplan, doktor kanonického práva, soudní vikář brněnské diecéze, kanovník Královské stoliční kapituly sv. Petra a Pavla v Brně a od roku 2012 také prezident Akademie kanonického práva.

## Život
Pochází z Veverské Bítýšky, jeho otec Karel Orlita starší pracoval jako zámečník. V roce 1987 se vyučil strojním mechanikem v kuřimském středním odborném učilišti, poté začal pracovat v továrně TOS Kuřim. Při zaměstnání vystudoval střední školu a roku 1991 složil maturitní zkoušku. V roce 1992 vstoupil do teologického konviktu v Litoměřicích a o rok později do olomouckého kněžského semináře. Tam svými básněmi doplnil sbírku mariánských modliteb Totus Tuus, sestavenou olomouckými bohoslovci a v rozšířené podobě vydanou znovu v letech 1994 a 2008. Roku 1998 získal magisterský titul a nastoupil jednoroční jáhenskou službu ve farnosti u kostela sv. Mikuláše ve Znojmě. Po kněžském svěcení, které přijal 26. června 1999 v Brně, byl ustanoven farním vikářem v Křižanově a excurrendo také v Heřmanově u Velké Bíteše. Jeho křižanovské působení bylo v letech 2001 až 2003 přerušeno studiem kanonického práva na Papežské lateránské univerzitě, kde získal licenciát kanonického práva.
V červenci 2005 se stal soudním vikářem brněnské diecéze a od září 2009 byl navíc ustanoven farním vikářem v brněnské farnosti u katedrály sv. Petra a Pavla. Dne 23. srpna 2008 jej papež Benedikt XVI. jmenoval kaplanem Jeho Svatosti. V prosinci 2011 se Karel Orlita stal kanovníkem brněnské kapituly. Kromě toho působí jako prezident Akademie kanonického práva, biskupský delegát pro zasvěcené panny, postulátor beatifikačního řízení služebníků Božích Václava Drboly a Jana Buly a od roku 2013 i jako zastupující exorcista pro brněnskou diecézi, do července 2014 byl rovněž biskupským delegátem pro poustevnický život. V září 2023 byl zvolen do funkce předsedy Mezinárodní asociace exorcistů (AIE).

## Dílo
- Karel Orlita (pseudonym Karel Václav): Prvorozené básně, nákladem vlastním, Brno 1991
- Karel Orlita: Úžas nad křížem, Katolický týdeník 27-28/1999, str. 4
- Karel Orlita: (pseudonym Karel Václav): Nevidívaný pohled, Akademie kanonického práva, Brno 2017